# 岩永雅子
岩永 雅子（いわなが まさこ、1973年9月22日 - ）は、日本の女性歌手。岡山県出身。

## 略歴
1992年、テレビ朝日系列アニメ『美少女戦士セーラームーン』のキャラクターソング「愛のエナジーを奪え」でデビュー。翌年、フジテレビ系列『有言実行三姉妹シュシュトリアン』にて三姉妹（スリーシスターズ）名義で主題歌等を歌う。
1995年頃より影山ヒロノブのライブにおいてバックコーラスも担当するようになり、1997年にはテレビ東京系列アニメ『超者ライディーン』にて主題歌を担当する。ゲーム『スーパーロボット大戦シリーズ』のキャラクターイメージソングを担当し、「スーパーロボット魂」へも参加した。
テラローザの赤尾和重、小西一弘、ジャズ歌手のキャシー・シーガル・ガルシアに師事。一年間のみ、水木一郎に師事。
2013年に歌手活動を引退するも、2016年4月より歌手活動を再開し、「アニソン魂」のレコーディング等に参加。
現在はボイストレーナーとして活動する傍ら、ライブ活動にも復帰している。

## ディスコグラフィ

### シングル
- 思いたったが吉日!（1993年2月21日発売/FMSC-503）※三姉妹（スリーシスターズ）名義

東映不思議コメディーシリーズ最終作『有言実行三姉妹シュシュトリアン』の主題歌。挿入曲『Sweet Dream』のカップリング収録。2曲ともカラオケ音源を併録。
- ロンタイBABY（1996年11月21日発売/CODC-1074）
- 仮面-GET MY WAY-（1997年5月5日発売/AYDM-128）
- HEATS/HURRY UP DREAM（1999年1月21日発売/AYDM-163）
- 思春期美少女合体ロボ「ジーマイン」（1999年2月21日発売/AYDM-165）

### 配信アルバム
- 熱烈!アニソン魂 THE ARTIST SELECTION 岩永雅子 ANIMEMUSIC COVER（2016年配信開始）

## 代表曲

### アニメソング
- 『美少女戦士セーラームーン』（1992年）
  - 愛のエナジーを奪え（キャラクターソング）
- 『ドラゴンボールZ』（1996年）
  - 100億のフレンズ（イメージソング）
  - Growin’Up いつかまた逢える日まで･･･（イメージソング）※影山ヒロノブ＆Team“DBZ”〈KUKO、Yasumi、岩永雅子、石原慎一〉名義で参加
- 『超者ライディーン』（1996年）
  - 仮面-GET MY WAY-（後期OP主題歌）
  - Close Your Eyes（挿入歌）
- OVA『真ゲッターロボ 世界最後の日』（1998年）
  - HURRY UP DREAM～旅立ち～（後期ED主題歌）
- OVA『思春期美少女合体ロボ ジーマイン』（1999年）
  - 乙女の祈り（OP主題歌）
  - rouge/赤（ED主題歌）
- 『ビーストウォーズメタルス 超生命体トランスフォーマー』（1999年）
  - バ・ビ・ブ・ベ ビーストウォーズ（前期ED主題歌）※影山ヒロノブ＆バ･ビ･ブ･ベ ボンバーズ〈遠藤正明、岩永雅子〉名義で参加
  - HALLELUYAH（後期ED主題歌）※影山ヒロノブ＆バ･ビ･ブ･ベ ボンバーズ〈遠藤正明、岩永雅子〉名義で参加

### 特撮ソング
- 『有言実行三姉妹シュシュトリアン』（1993年）※三姉妹（スリーシスターズ）〈徳垣とも子・岩永雅子・稲辺久美子〉名義で参加
  - 思いたったが吉日!（OP主題歌）
  - Today is the day（OP主題歌 英語バージョン）
  - 乙女心は朝の空（挿入歌）
  - 負けないでハートで Let it go（挿入歌）
  - 一緒にいれば折れない翼（挿入歌）
  - Sweet Dream（挿入歌）

### ゲームソング
- TIME TO COME（1998年、『スーパーロボット大戦F 完結編』主人公テーマ曲）
- 戦う 私!（1998年、『スーパーロボット大戦F』パトリシア・ハックマン イメージソング）
- MARIONETTE MESSIAH（2000年、『スーパーロボット大戦α』レビ・トーラー テーマ曲）

### その他
- プッツン（1997年、OV『ロンタイBABY』OP主題歌）

### カバー
- 「スーパーロボット大戦F 完結編」（1998年）
  - コスモスに君と（『伝説巨神イデオン』ED主題歌）
- 「avex mode selection ユーロ タツノコダンストラックス」（2001年）※MASAKO IWANAGA名義
  - ハクション大魔王のうた（『ハクション大魔王』OP主題歌）
  - 倒せ!ギャラクター（『科学忍者隊ガッチャマン』主題歌）
- 「avex mode selection パラパラアニソン音頭」（2001年）※MASAKO IWANAGA名義
  - おそ松くん音頭(Yokohama Soul mix)（『おそ松くん（第2作）』ED主題歌）
  - Bビーダマン音頭(Hyper Trans mix)（『Bビーダマン爆外伝』イメージソング）
- 熱烈!アニソン魂
  - 創聖のアクエリオン（『創聖のアクエリオン』前期OP主題歌）
  - 微笑みの爆弾（『幽☆遊☆白書』OP主題歌）
  - ペガサス幻想 -PEGASUS FANTASY-（『聖闘士星矢』前期OP主題歌）
  - GLAMOROUS SKY（映画『NANA』主題歌）
  - 嵐の中で輝いて（『機動戦士ガンダム 第08MS小隊』OP主題歌）
  - Fantastic（『ブラック・ジャック』第3期OP主題歌）
  - ラピスラズリ（『アルスラーン戦記』前期ED主題歌）

### コーラス参加
- SHININ' ON LOVE（影山ヒロノブ&前田達也/1998年、映画『ウルトラマンティガ&ウルトラマンダイナ 光の星の戦士たち』主題歌）
- 君の愛と僕の勇気～もう悲しみなんかない（影山ヒロノブ&前田達也/1998年、映画『ウルトラマンティガ&ウルトラマンダイナ 光の星の戦士たち』イメージソング）
- 影山ヒロノブ ライブアルバム「POWER LIVE’98」（1998年）
- 魂のエヴォリューション（影山ヒロノブ/1999年、アニメ『ビーストウォーズメタルス 超生命体トランスフォーマー』前期OP主題歌）
- 「花ざかりの君たちへ」ドラマCD（2000年）

## 出演

### ライブ
- 影山ヒロノブ POWER LIVE’98（1998年）
- スーパーロボット魂
  - スーパーロボット魂'98“春の陣” 大阪公演（1998年6月4日）
  - スーパーロボット魂'98“春の陣” 名古屋公演（1998年6月5日）
  - スーパーロボット魂'98“春の陣” 東京公演（1998年6月7日）
  - スーパーロボット魂'98“夏の陣” 東京公演（1998年8月16日）
- ～白雪姫外伝～（2018年7月21日）

他

## エピソード
- 親戚に美輪明宏がいる。国税庁勤務の祖父と行政監察局の祖父を持ち、幼少期は正月になると家に17組もの政治家や大手会社重役が挨拶に来るのを見て育ち、家政婦と家族全員でお抱え運転手に乗せられベンツで出勤する祖父に深々とお辞儀をし「行ってらっしゃいませ」と送り出しをしていた。両親の結婚式の時に祝辞を述べたのが福田赳夫（当時外務大臣）であり、岸信介元総理大臣からシャム猫を贈られるという家庭に育ったが、16歳で見合いを薦められたために家を出て得意であった歌の世界へのめり込んでいき歌手になった。親族一族が税理士、弁護士の集団の中で芸能へ進んだのは稀であると言われている。

- 若い頃、歌手活動を本格的に行う前には、帝国警備グループの司令室隊長として働いていた。当時音楽学校へ進む方針を激しく反対されたためアルバイトで入学金を貯めたのを見て父親が諦めたというエピソードを持っている。

- 母方の先祖に赤穂浪士の神崎与五郎の妹がいる。父方は島原の剣豪であった為、祖母に習字を習いに行くという面目で剣道を学んでおり、14歳で初段を取得してから18歳で返上している。

- 専修学校教員免許を専門学生時代に取得した。